# Октябрське (Липецька область)
Октябрське (рос. Октябрьское) — село в Усманському районі Липецької області Російської Федерації.
Населення становить 1823  особи. Належить до муніципального утворення Октябрська сільрада.

## Історія
З 13 червня 1934 до 1954 року у складі Воронезької області. Відтак входить до складу Липецької області.
Згідно із законом від 2 липня 2004 року №114-оз органом місцевого самоврядування є Октябрська сільрада.

## Населення
| 1862 | 1880  | 1911  | 1926  | 1959  | 2010  | 2011  |
| ---- | ----- | ----- | ----- | ----- | ----- | ----- |
| 1522 | ↗1834 | ↗3437 | ↗4684 | ↘4029 | ↘1828 | ↘1823 |